# Флавий Теодосий
Флавий Теодосий (на латински: Flavius Theodosius, † началото на 376, Картаген) e генерал и комит на Западната Римска империя. Баща е на по-късния император Теодосий I.
Произлиза от малкия испански град Каука (днес Кока) в римската провинция Галеция (днес Сеговия). Вторият син е на Хонорий. Женен е от 330 или 340 г. за Терманция. Православен християнин e, както цялата му фамилия, и притежава земи.
През 368 г. отива по заповед на Валентиниан I в Британия, където побеждава узурпатора Валентин и подсигурява Адрианския вал и побеждава пиктите и заксите. Син му Теодосий го придружава. Получава ранг Comes Britanniarum (Count Theodosius). През 369 – 373 г. той е magister equitum praesentalis при император Валентиниан I. Бие се против франките и от 372 г. с алеманите на Рейнската граница.
През 373 г. е изпратен в Северна Африка, за да потуши въстанието на узурпатора Фирм в Мавретания. Действа срещу корупния управител Роман и недисциплинираността всред войниците, което му донася и много врагове. Убит е през началото на 376 г. в Картаген. Синът му Теодосий се оттегля след това на испанските му имоти и когато става император на Изтока през 379 г. реабилитира баща си.